# Marko Djokovic
Marko Djokovic (n. Belgrado, Serbia) es un tenista serbio. Es el segundo de los tres hijos de Dijana y Srdjan Djokovic. Es el hermano menor de Novak Djokovic, y también tiene otro hermano llamado Djordje.

## Títulos Challenger / Futures

### Individuales
| Leyenda         |
| --------------- |
| Challengers (0) |
| Futures (1)     |

| N.º | Fecha               | Torneo   | Superficie    | Oponente             | Resultado   |
| --- | ------------------- | -------- | ------------- | -------------------- | ----------- |
| 1.  | 16 de julio de 2012 | Belgrado | Tierra batida | Carlos Gómez-Herrera | 4–1, retiro |

### Dobles
| Leyenda         |
| --------------- |
| Challengers (0) |
| Futures (5)     |

| N.º | Fecha                   | Torneo    | Superficie    | Pareja               | Oponentes                       | Resultado            |
| --- | ----------------------- | --------- | ------------- | -------------------- | ------------------------------- | -------------------- |
| 1.  | 16 de julio de 2012     | Belgrado  | Tierra batida | Matthew Short        | Bojan Zdravković Stefan Micov   | 7-6(4), 7-5          |
| 2.  | 18 de agosto de 2012    | Novi Sad  | Tierra batida | Carlos Gómez-Herrera | Mate Čutura Franjo Raspudić     | 6-4, 6-3             |
| 3.  | 13 de julio de 2013     | Belgrado  | Tierra batida | Matthew Short        | Ivan Bjelica Mate Čutura        | 6-4, 6-4             |
| 4.  | 9 de noviembre de 2013  | Heraklion | Dura          | Carlos Gómez-Herrera | Luke Bambridge Oliver Golding   | 6-1, 6-7(3), [13-11] |
| 5.  | 11 de noviembre de 2017 | Heraklion | Dura          | Carlos Gómez-Herrera | Conor Berg Mousheg Hovhannisyan | 6-1, 6-2             |